# Greg Harris (chính khách Illinois)
Gregory S. Harris (sinh ngày 5 tháng 6 năm 1955) là một thành viên Dân chủ của Hạ viện Illinois, đã đại diện cho quận 13 của tiểu bang kể từ năm 2007.

## Tuổi thơ và sự nghiệp
Harris là cựu sinh viên của Đại học Colorado tại Boulder. Sau đó, ông làm việc cho các cơ quan dịch vụ xã hội. Ông phục vụ ở các vị trí cao cấp với Hiệp hội Nội thất gia đình quốc gia.  Sau đó, ông trở thành Tham mưu trưởng cho Mary Ann Smith, một vị trí mà ông đã phục vụ trong mười bốn năm.